# Condado de Sáros
El Condado de Sáros (en húngaro: Sáros vármegye, en eslovaco: Šarišský komitát, en alemán: Komitat Scharosch, en latín: Comitatus Sarossiensis) fue un condado (comitatus) del Reino de Hungría entre el siglo XIII y 1920. El territorio pertenece a la actual Eslovaquia. Šariš es en la actualidad solo la designación tradicional para una región de Eslovaquia.

## Geografía
El Condado de Sáros limitaba al norte con Polonia (o en los años 1772-1918 con la provincia austriaca de Galitzia), con el Condado de Szepes al oeste (montañas de Levoča), con el Condado de Zemplén al este y con el condado de Abaúj-Torna al sur. El río Torysa fluye por el territorio del antiguo condado, que ocupaba 3.652 km² en 1910.

## Capitales
La capital del Condado de Sáros era el castillo de Sáros. Después de varias localidades, desde 1647 la capital fue Eperjes.

## Historia

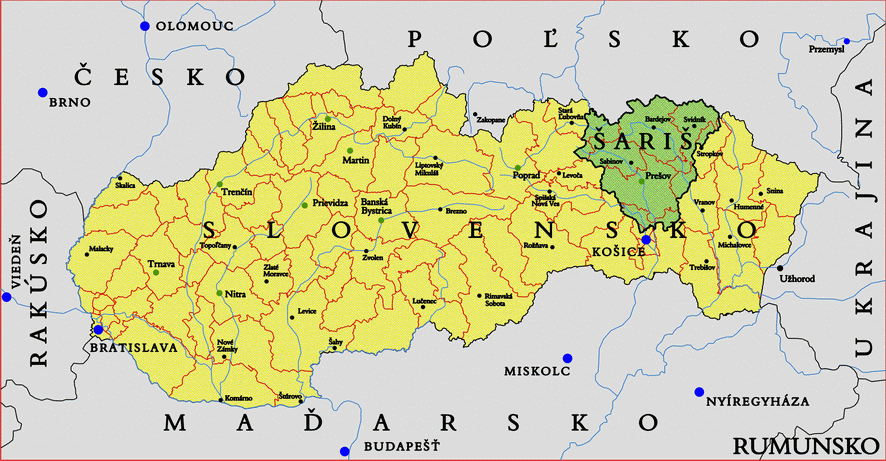
El condado de Sáros superpuesto al territorio de la actual Eslovaquia.

Este territorio histórico de Eslovaquia, lleva el nombre del castillo de Šariš, que fue la sede del condado. La parte sur se encuentra en la cuenca de Košice, la parte norte está ocupada por el Bajo Beskid y Čergov.
La población eslava más antigua penetró en Šariš desde el norte a finales del siglo IV. El asentamiento eslavo más antiguo se ha conservado en la zona catastral de Veľký Šariš. El asentamiento en el período de la Gran Moravia está documentado en las áreas catastrales de Prešov, Geraltov, Chmeľová, Vlače, Veľký Šariš y en Hrádek, en las áreas catastrales de Fintice, Solivar y Kapušany, donde el asentamiento continuó en el período de la Gran Moravia. La parte norte de Šariš comenzó a poblarse de manera más intensiva solo en la segunda mitad del siglo XIII. Hasta mediados del siglo XIV, la población eslovaca se asentó en casi todo el valle de Tople y Ondava.
Sáros no pasó a formar parte de Hungría hasta la segunda mitad del siglo XI. Inicialmente, junto con los condados de Abaúj y Heves, formó parte del comitatus de Novum castrum (llamado así por el castillo de Novum Castrum, también llamado Abawyuar, Abaújvar o Abov). Durante el siglo XIII, Šariš se convirtió en un comitatus aparte (probablemente antes de la invasión mongola de 1241). A finales de los siglos xiii y xiv, se transformó en una sede aristocrática como una unidad administrativa separada (comitatus Sarossiensis) que se conservó hasta 1922.
Las fronteras de Sáros se establecieron en el siglo XIV, eran inciertas pues la capital de Szepes se hallaba en el área de Vyšný y Nižný Slavkov y con la capital de Abaúj en las propiedades de la casa Ťahanovce. Se sucedieron varias familias nobles a la cabeza del condado. En el siglo XVII era propiedad de los Casa de Rákóczi.
Durante la colonización valaca de la segunda mitad del siglo XIV, pero especialmente en el siglo XV, una población de pastores rutenos se instaló en el norte de Sáros, creando un asentamiento que sería continuo y permanente. El asentamiento de las montañas bajas de los Beskides se caracteriza por pueblos pequeños pero numerosos. El asentamiento valaco de Sáros septentrional fue más intenso en el siglo XVI. A finales del ese siglo, la red de asentamientos feudal de Sáros ya estaba desarrollada. En 1598, había 371 asentamientos en Sáros, de los cuales tres eran ciudades reales libres, cinco pequeñas ciudades y 263 aldeas y asentamientos. En el período siguiente, solo se establecieron unos pocos asentamientos, que se desarrollaron a partir de localidades y centros económicos cercanos. El censo de 1720 enumera en Sáros tres ciudades reales libres (Bardejov, Prešov y Sabinov), nueve pequeñas ciudades (Drienov, Hanušovce nad Topľou, Veľký Šariš, Brezovica, Lipany, Plaveč, Kurima, Gaboltov y Zborov) y 360 aldeas y asentamientos.
Los levantamientos antihabsburgo del siglo XVII y principios del xviii, la epidemia de peste de principios del siglo XVIII y la migración masiva de súbditos a las tierras bajas a partir de 1715 llevaron a un profundo declive, que se manifestó en el abandono de asentamientos. El número de pequeños asentamientos que no tenían más de 20 casas u hogares, aumentó en 1720 en comparación con 1598 del 58,2% al 90,8%.
Hasta 1775, Sáros estaba dividido en cuatro distritos (processus), Processus primus, secundus, tertius y quartus. El señorío de Makovice (Makovica, Dominium Makovicza), que se encuentra en la parte noreste, tenía una posición especial dentro de los cuatro processus, pero se desconocen las razones de su independencia.  Desde 1776 (salvo el periodo 1786-1790) tenía seis y desde 1908 siete processus. Los seis processus de 1776 eran    processus Tarczensis superior (Alto Torysa), processus Tarczensis inferior (Bajo Torysa), processus Sirokiensis (Širočina), processus Sekcsoviensis (Sekčov), processus Taplansis (Topľa) y processus Makoviczensis (Makovice).
A finales del siglo XIX, Šariš tenía una superficie de 3.648 km², de los cuales el 40,7% estaba arado, el 34,9% eran bosques y el 13%, pastos. El centro administrativo estaba originalmente en el castillo de Sáros y en 1647 se estableció en Prešov. La frontera con el condado de Zemplén cambió significativamente en 1882 (Ďurďoš y otros diez pueblos se unieron a Sáros y otros cinco pueblos lo hicieron a Zemplén).
En 1918 (confirmado por el tratado de Trianón de 1920), Sáros pasó a formar parte de Checoslovaquia. El 1 de enero de 1923, casi la totalidad de condado pasó a formar parte del condado de Košice.

## Demografía
En 1888, el condado tenía 168.013 habitantes.

### 1900
En 1900, el condado tenía una población de 174 470 people y estaba compuesto de las siguienres comunidades lingüísticas.
Total:
- Eslovaco: 115 141 (66.0%).
- Ruteno: 33 988 (19.5%).
- Húngaro: 10 926 (6.3%).
- Alemán: 10 886 (6.2%).
- Croata: 63 (0.0%).
- rumano: 33 (0.0%).
- serbio: 5 (0.0%).
- Otro o desconocido: 3428 (2.0%)

Según el censo de ese año,  el contado tenía la siguiente composición religiosa:
Total:
- Católico latino: 93 753 (53.8%)
- Católico griego: 53 434 (30.6%)
- Luterano: 14 494 (8.3%)
- Judío: 12 262 (7.0%)
- Calvinista: 487 (0.3%)
- Ortodoxo griego: 28 (0.0%)
- Unitaria: 6 (0.0%)
- Otra o desconocida: 6 (0.0%)

### 1910

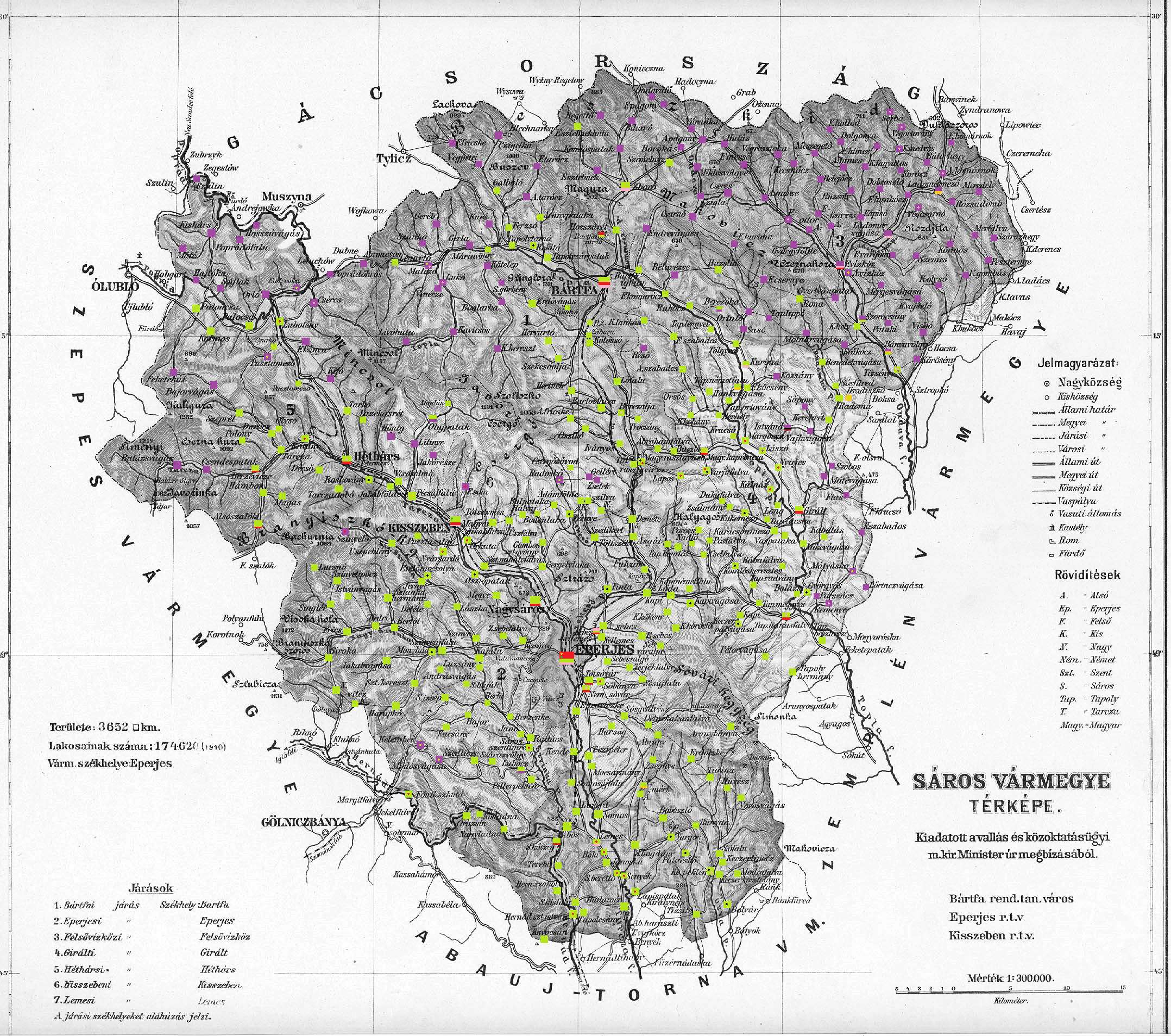
Mapa étnico del condado elaborado con datos del censo de 1910. Verde claro, eslovacos, violeta, rutenos, rojo, húngaros, rosa, alemanes, negro, roma, naranja, polacos.

En 1910, el condado tenía 174 620 habitantes, y se componía de las siguientes comunidades lingüísticas.
Total:
- Eslovaco: 101 855 (58.3%)
- Ruteno: 38 500 (22.0%)
- húngaro: 18 088 (10.4%)
- Alemán: 9447 (5.4%)
- Rumano: 321 (0.2%)
- Croata: 15 (0.0%)
- Serbio: 2 (0.0%)
- Otro o desconocido: 6392 (3.7%)

Según el censo de ese año el condado estaba compuesto por las siguientes comunidades religiosas:
Total:
- Católico latino: 94 223 (54.0%)
- Católico griego: 52 938 (30.3%)
- Luterano: 14 224 (8.1%)
- Judío: 12 323 (7.1%)
- Calvinista: 838 (0.5%)
- Griega ortodoxa: 61 (0.0%)
- Unitaria: 12 (0.0%)
- Otra o desconocida: 1 (0.0%)

## Economía
Bardejov y Prešov se encontraban entre los principales centros de producción artesanal de Eslovaquia en la Edad Media. Sabinov también fue significativo. Bardejov era conocido por su producción de lienzos y metalurgia.
En los tiempos modernos, la producción artesanal en Bardejov declinó y Prešov pasó a primer plano. De las ciudades, Lipany, Kurima y Zborov fueron más importantes. La extracción de sal en Solivar, hoy parte de Prešov, tiene una antigua tradición.
Sáros estaba subdesarrollado a finales del siglo XIX. Solo el molino de vapor (el más grande de Eslovaquia) en Veľký Šariš era considerado una empresa industrial importante.
La población se dedicaba principalmente a la agricultura y la ganadería. A finales del siglo XIX, la avena, la patata, la cebada primaveral, el centeno de invierno, el trigo de invierno, el lino y el cáñamo eran los más cultivados. 

## Subdivisiones
A inicios del siglo XX, las subdiviones del condado de Sáros eran :
| Districts (járás)                           | Districts (járás)         |
| Distrito                                    | Capital                   |
| ------------------------------------------- | ------------------------- |
| Bártfa                                      | Bártfa (hoy Bardejov)     |
| Eperjes                                     | Eperjes (hoy Prešov)      |
| Felsővízköz                                 | Felsővízköz (hoy Svidník) |
| Girált                                      | Girált (hoy Giraltovce    |
| Héthárs                                     | Héthárs (hoy Lipany)      |
| Kisszeben                                   | Kisszeben (hoy Sabinov)   |
| Lemes                                       | Lemes (hoy Lemešany)      |
| Distritos urbanos (rendezett tanácsú város) |                           |
| Bártfa (hoy Bardejov)                       |                           |
| Eperjes (hoy Prešov)                        |                           |
| Kisszeben (hoy Sabinov)                     |                           |